# Municipio de Rincón de Romos
El municipio de Rincón de Romos es uno de los 11 municipios en que se encuentra dividido el estado mexicano de Aguascalientes. Su cabecera es la ciudad de Rincón de Romos.

## Geografía
Rincón de Romos se encuentra en el norte del estado de Aguascalientes, sus coordenadas geográficas extremas son 22° 08' - 22° 23' de latitud norte y 102° 11' - 102° 29' de longitud oeste y tiene una extensión territoriaal de 377.168 kilómetros cuadrados, que representan el 6.70% de la extensión total del estado. Su altitud va de 2 400 a 1 900 metros sobre el nivel del mar.

### Carreteras principales
- Carretera Federal 22
- Carretera Federal 45

### Municipios adyacentes
- Municipio de Cuauhtémoc, Zacatecas – norte
- Municipio de Cosío – norte
- Municipio de Luis Moya, Zacatecas – norte
- Municipio de Tepezalá – este
- Municipio de Pabellón de Arteaga – sur
- Municipio de San José de Gracia – oeste
- Municipio de Genaro Codina, Zacatecas – oeste

## Demografía
De acuerdo a los resultados del Censo de Población y Vivienda realizado en 2010 por el Instituto Nacional de Estadística y Geografía; la población total del municipio de Rincón de Romos asciende a 49 156 habitantes, de los que _ son hombres y _ son mujeres.
La densidad de población asciende a un total de 130.33 personas por kilómetro cuadrado.

### Localidades
El municipio incluye en su territorio un total de 333 localidades. Las principales, considerando su población del Censo de 2020 son:
| Código INEGI      | Localidad           | Población (2020) |
| ----------------- | ------------------- | ---------------- |
| 010070001         | Rincón de Romos     | 31 963           |
| 010070030         | Pabellón de Hidalgo | 4 630            |
| 010070018         | Pablo Escaleras     | 3 415            |
| 010070040         | San Jacinto         | 2 554            |
| 010070006         | El Bajío            | 1 525            |
| 010070011         | California          | 1 188            |
| Otras localidades | Otras localidades   | 12 094           |
| Total municipal   | Total municipal     | 57 369           |

## Política
El gobierno del municipio de Rincón de Romos le corresponde a su ayuntamiento, que está conformado por el presidente municipal, un síndico y el cabildo integrado por nueve regidores, cinco electos por mayoría relativa y cuatro por el principio de representación proporcional. Todos son electos por sufragio universal, directo y secreto por un periodo de tres años renovables por un solo periodo inmediato. Todos entran a ejercer su cargo el día 1 de enero del año siguiente a su elección.

### Representación legislativa
Para la elección de diputados locales al Congreso de Aguascalientes y de diputados federales a la Cámara de Diputados federal, el municipio de Rincón de Romos se encuentra integrado en los siguientes distritos electorales:
Local:
- Distrito electoral local de 1 de Aguascalientes con cabecera en Rincón de Romos.[5]

Federal:
- Distrito electoral federal 1 de Aguascalientes con cabecera en Jesús María.[6]

### Presidentes municipales
| Presidente municipal | Presidente municipal                      | Periodo     | Partido                  | Elección |
| -------------------- | ----------------------------------------- | ----------- | ------------------------ | -------- |
|                      | Capitan J. Jesus González (Jefe Político) | 1915        |                          |          |
|                      | Luis G. Cortes (Jefe Político)            | 1915        |                          |          |
|                      | Anselmo Chávez                            | 1915 - 1916 |                          |          |
|                      | Joaquín Valdez                            | 1916        |                          |          |
|                      | Nicasio Romo                              | 1916 - 1917 |                          |          |
|                      | Anastasio Palacio                         | 1917 - 1918 |                          |          |
|                      | Daniel Villalpando Jr.                    | 1918 - 1920 |                          |          |
|                      | Pedro Quezada                             | 1920 - 1921 |                          |          |
|                      | Graciano Romo                             | 1921 - 1925 |                          |          |
|                      | J. Luz Roman                              | 1925 - 1927 |                          |          |
|                      | Ezequiel Garza                            | 1927        |                          |          |
|                      | Juan Muñoz                                | 1927 - 1930 |                          |          |
|                      | Teodoro Perez                             | 1930 - 1931 |                          |          |
|                      | J. Jesús Chávez                           | 1931 - 1932 |                          |          |
|                      | Jose Calvillo                             | 1932        |                          |          |
|                      | J. Jesús Romo                             | 1932        |                          |          |
|                      | Higinio Díaz                              | 1933        |                          |          |
|                      | Jose Cardona                              | 1933        |                          |          |
|                      | Carlos R. Ramos                           | 1934        |                          |          |
|                      | Jose Ma. Lomas                            | 1934        |                          |          |
|                      | Teodoro Olivares                          | 1935 - 1937 |                          |          |
|                      | Salvador Chávez                           | 1937 - 1939 |                          |          |
|                      | Víctor Castorena                          | 1939 – 1940 | —                        | 1938     |
|                      | Carlos R. Ramos                           | 1941 – 1942 | —                        | 1940     |
|                      | Crescencio Santana V.                     | 1943 – 1944 |                          | 1942     |
|                      | José Luis Macías                          | 1945 – 1946 |                          | —        |
|                      | Pablo Robles García                       | 1946 – 1947 |                          | —        |
|                      | Matías Marín de Luna                      | 1948 – 1950 |                          | 1947     |
|                      | Pedro Guerrero                            | 1951 – 1953 |                          | 1950     |
|                      | Pascual Romo Conchos                      | 1954 – 1956 |                          | 1953     |
|                      | Manuel Delgado                            | 1957 – 1959 |                          | 1956     |
|                      | Manuel de Velasco Martínez                | 1960 – 1962 |                          | 1959     |
|                      | Manuel Zapata Juárez                      | 1963 – 1965 |                          | 1962     |
|                      | J. Jesús Castorena Ramos                  | 1966 – 1968 |                          | 1965     |
|                      | Manuel Romo Castorena                     | 1969 – 1971 |                          | 1968     |
|                      | J. Refugio Jiménez Luévano                | 1972 – 1974 |                          | 1971     |
|                      | J. Encarnación Esparza Quezada            | 1975 – 1977 |                          | 1974     |
|                      | Matías Marín Vargas                       | 1978 – 1980 |                          | 1977     |
|                      | Antonio Muñoz Acosta                      | 1981 – 1983 |                          | 1980     |
|                      | José Isabel Esparza Rodríguez             | 1984 – 1986 |                          | 1983     |
|                      | Sergio Jiménez Muñoz                      | 1987 – 1989 |                          | 1986     |
|                      | Benjamín Rodríguez Ramírez                | 1990 – 1992 |                          | 1989     |
|                      | Francisco Javier Díaz Hernández           | 1993 – 1995 |                          | 1992     |
|                      | Javier Sánchez Torres                     | 1996 – 1998 |                          | 1995     |
|                      | Juan José Palacios Aguilar                | 1999 – 2001 |                          | 1998     |
|                      | José Manuel Valdez Gómez                  | 2002 – 2004 |                          | 2001     |
|                      | Juan Manuel Méndez Noriega                | 2005 – 2007 |                          | 2004     |
|                      | Ubaldo Treviño Soledad                    | 2008 – 2010 |                          | 2007     |
|                      | Roberto Romo Marín                        | 2011 – 2013 |                          | 2010     |
|                      | Fernando Marmolejo Montoya                | 2014 – 2016 |                          | 2013     |
|                      | Francisco Javier Rivera Luevano           | 2017 – 2019 |                          | 2016     |
|                      | Jesús Prieto Díaz                         | 2019 – 2021 |                          | 2019     |
|                      | Francisco Javier Rivera Luevano           | 2021 – 2023 |                          | 2021     |
|                      | Héctor Castorena Esparza                  | 2023 – 2024 | Partido Acción Nacional. |          |